# Манзовская война

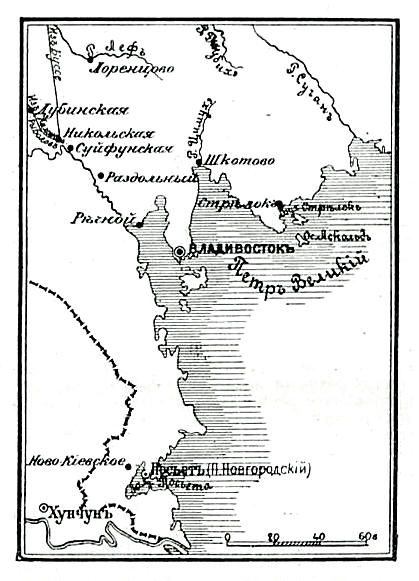
Театр военных действий
(карта из статьи «Манзовская война»
«Военная энциклопедия Сытина»)

Манзовская война 1868 года, несмотря на свой локальный характер, стала первым крупномасштабным конфликтом между китайскими и российскими подданными на российской территории. Конфликт осложнялся тем, что, в соответствии с Айгунским договором, китайское население, в том числе и постоянно проживающее на территории Российской империи (манзы), сохраняло цинское гражданство, а значит находилось под управлением китайской администрации. Пользуясь административной неразберихой, в среду мирных китайских поселенцев начали активно внедряться и бандитские кланы — хунхузы.

## Ход событий
С появлением в 1866 году в долине Сучана первых русских поселенцев и учреждением Сибирского удельного имения, власти Приморской области решили ограничить промыслы манз — в первую очередь, старательство. Начиная с декабря 1867 года манзы стали проявлять признаки агрессии. В течение 1867 года экипаж паровой шхуны «Алеут» дважды разгонял на  острове Аскольд скопища манз-золотодобытчиков. Во время очередного посещения острова в апреле 1868 года, там вновь были обнаружены китайские старатели. 19 апреля (2 мая) 1868 года на острове произошла первая стычка, в ходе которой было убито 3 и ранено 10 моряков «Алеута». В ночь с 25 на 26 апреля (8-9 мая) в результате нападения манз был уничтожен военный пост в заливе Стрелок, при этом было убито  2 человека. В ночь с 28 на 29 апреля (11-12 мая) 1868 года около 1000 манз переправились с острова Аскольд на материковый берег и сожгли русскую деревню Шкотову, вырезав 2 крестьянские семьи. Двигаясь в западном направлении, мятежники 15(28) мая сожгли деревню Никольскую. Преследуемые войсками Приморской области (1 и 3-й Восточно-Сибирские линейные батальоны с подкреплениями из Хабаровки), китайцы 29 мая (11 июня) были настигнуты у «станка Дубининского». В ходе 6-часовой перестрелки 1 казак был убит, 2 ранено, со стороны манзов потери составили около 50 человек убитыми и ещё около 300 бежало в направлении маньчжурской границы. Ликвидация разрозненных групп вооруженных манз продолжалась до середины июля 1868 года. Спустя 22 года в одной из публикаций газеты «Владивосток» события 1868 года были охарактеризованы, как «враждебно-племенная резня русскими манзов и обратно». Там же отмечалось, что Манзовская война «уже отошла к истории и совершенно забылась».

## Последствия
Историк В. Синиченко в своих очерках заметил, что «несмотря на этот конфликт, до конца 70-х годов XIX века присутствие китайских бандитов на российском Дальнем Востоке всерьез не беспокоило местную администрацию. Однако, начиная с 1878 года, началось новое проникновение китайцев-отходников на российскую территорию, которое сопровождалось резким увеличением случаев угона скота и разбоя. В 80-е годы XIX века случаи преступлений китайцев против личности (разбой, грабежи, убийства) стали расти в арифметической прогрессии». Также для ослабления власти российской администрации в Маньчжурии Цинские власти сняли запрет на дальнейшую иммиграцию туда китайцев, которые с 1868 года начали активно заселять всю Маньчжурию.